# 춘천 청평사 회전문

춘천 청평사 회전문(春川 淸平寺 回轉門)은 대한민국 강원특별자치도 춘천시 청평사에 있는, 조선시대의 문이다. 1963년 1월 21일 대한민국의 보물 제164호로 지정되었다.

## 개요
청평사는 고려 광종 24년(973) 승현선사가 세워 백암선원이라 불렀다고 한다. 그 뒤 몇 번에 걸쳐 고치고 절을 넓혔는데 청평사로 이름을 바꾼 것은 조선 명종 5년(1550) 보우선사가 이곳에 와 다시 고쳐 세운 뒤부터이다.
청평사의 회전문은 절에 들어설 때 만나게 되는 두번째 문인 사천왕문을 대신하는 것으로, 중생들에게 윤회전생을 깨우치려는 의미의 문이다. 규모는 앞면 3칸·옆면 1칸이며, 앞면의 가운데 1칸은 넓게 드나드는 통로이고 양쪽 2칸은 마루가 깔려있다. 지붕은 옆면에서 볼 때 사람 인(人)자 모양을 한 맞배지붕이다. 또한 지붕 처마를 받치는 부재들도 간결한 형태로 짜여 있는데, 이는 주심포양식에서 익공계 양식으로 변화하는 모습이다. 건물 안쪽은 벽이 둘러진 공간에 사천왕상 등의 입상을 놓을 수 있게 했으며, 윗부분에는 화살모양의 나무를 나란히 세워 만든 홍살을 설치하였다.
16세기 중엽 건축 양식 변화 연구에 중요한 자료가 되는 건축물이다. 이 절의 서쪽 언덕에는 한국전쟁 때 불타버린 극락전이 있었는데 고려시대 건축의 수법을 보여주던 중요한 건물이었다.

## 사진

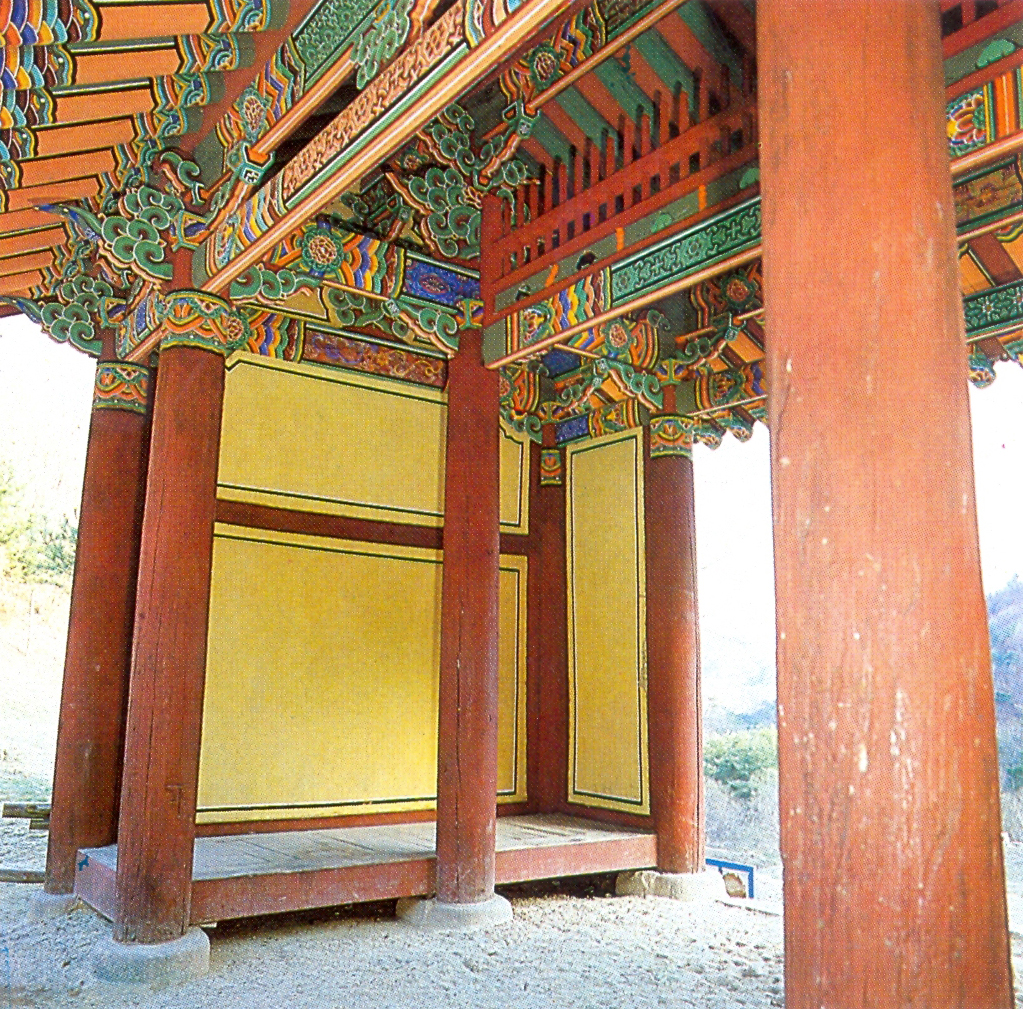
회전문 안

## 참고 문헌
- 춘천 청평사 회전문 - 국가유산청 국가유산포털
- 이 문서에는 다음커뮤니케이션(현 카카오)에서 GFDL 또는 CC-SA 라이선스로 배포한 글로벌 세계대백과사전의 내용을 기초로 작성된 글이 포함되어 있습니다.